# Gallo di Ramperto
El gall de Ramperto està fet en làmina de coure originàriament daurada i argentada, realitzat en l'any 820 o 830 sobre comissió del bisbe Ramperto per adornar el cim del campanar de l'església dels Sants Faustino i Giovita a Brescia. És molt valorat per la antiquetat i el material utilitzat per crear-lo.
El gall remogut només el 1891, després de més de mil anys, per ser restaurat i conservat en el museu ciutadà, avui Museu de Santa Giulia, és substancialment íntegre: són mutili només les plomes de la cua, que en origen portaven la inscripció dedicatoria.

## Història

### L'operat de Ramperto
El primer capítoli de la història de l'església dels sants Faustino i Giovita, on s'insereix la creació del galletto, agafen cos d'un precedent edifici de culte, l'església de Santa Maria en Silva, construïda probablement en el segle VIII prop del torrent Garza, en la zona de centre-nord de la ciutat paredada, molt poblada.

En el 843, serà novament ell a renovar l'arca sepulcral dels sants, substituint-la amb una en marbre.

### Els primers relleus: XV-segle XVIII
La inscripció és publicada per primera vegada Cosimo Lauri el 1572, després d'haver pujat a sobre de la torre i haver reconstruït la inscripció ripulendo les plomes. En realitat, la epigrafe havia estat ja rellevada el 1455 sobre comissió de l'abat Bernardo Marcello, estant al text del periodista Ottavio Rossi que, el 1624, pública novament la inscripció ricopiata, a la seva dita, del relleu del Marcello.
La estatua queda al seu lloc, ignorada, per aproximadament set-cents anys, fins a quan Cosimo Lauri, com dit, en el seu Catalogus Episcoporum Brixianorum del 1572 en parla per primera vegada, reportant-ne la inscripció i deduint-ne així doncs les origini.
El fet es repeteix el 1728, quan Gian Andrea Astezati, un frare del monestir, torna a parlar del galletto i, després de ser-se audaçment arrampicato a sobre del campanar, en descriu estat i inscripció: a quant emergeix de l'escrit redactat, les condicions del segnavento sóc moltes precàries i també la inscripció s'ha fet posar poc llegible, portant el frare a avançar els primers dubtes sobre la seva autenticitat. És per fi l'erudit Gian Maria Biemmi, el 1748, a classificar el galletto com un fals si més no gaire ocupat: al seu parer, l'obra "conté la gràcia i la beltà d'aquell temps en què florien les arts, i els studj, sembla dar a conèixer com abbiasi referir el seu naixement després del segle desè quart", és a dir després del segle XV.

### El segle XIX: el danneggiamento i la rimozione

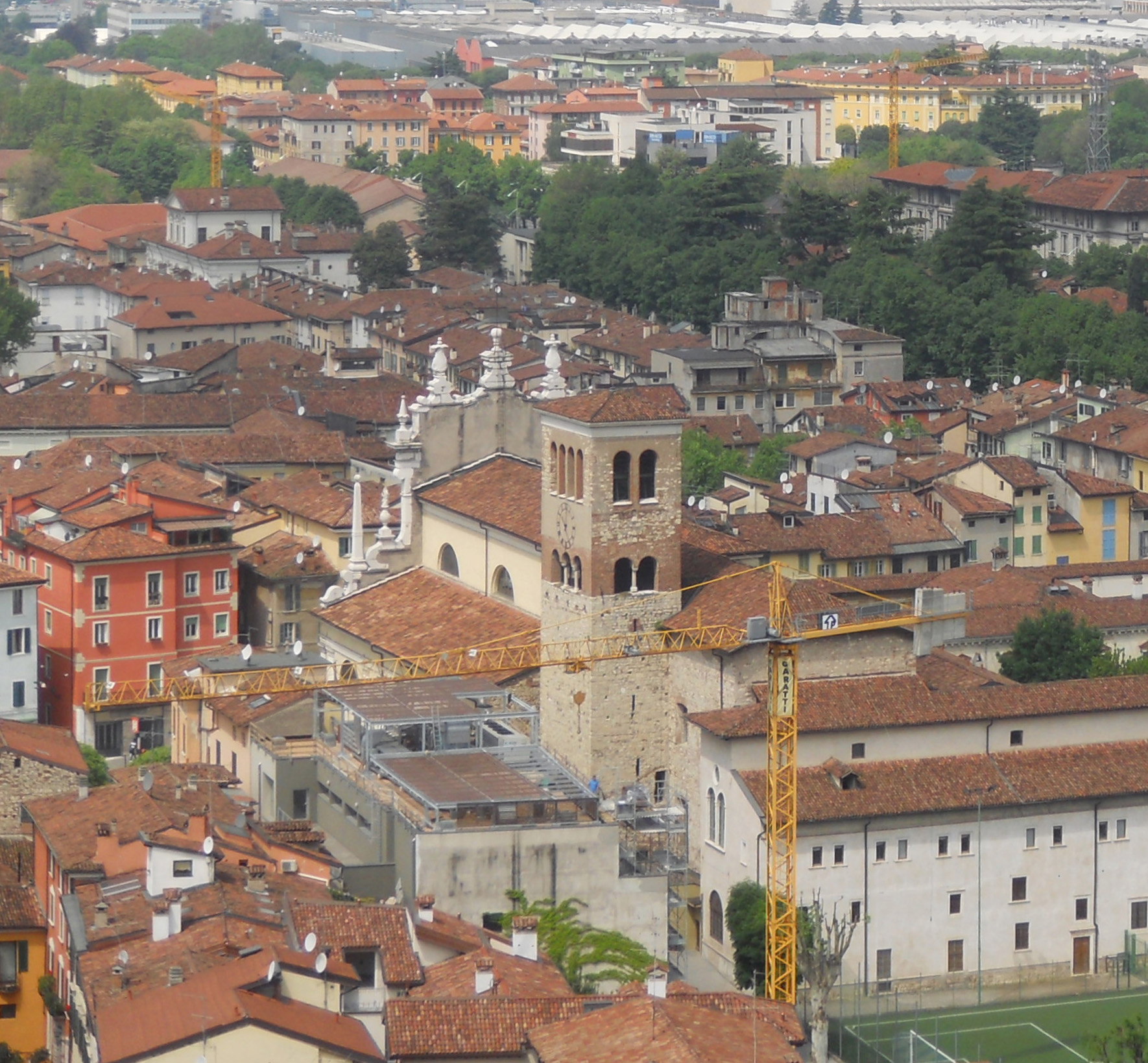
L'església de San Faustino i Giovita vista pel Castell de Brescia: es nota l'antic campanar amb la variada stratigrafia sobre la qual svetta l'actual còpia del Gallo.

El 1797, a la República de Venècia, Brescia passa sota el control de Napoleó Bonaparte i d'un govern provisional local de motlle jacobí.

## Galeria d'imatges

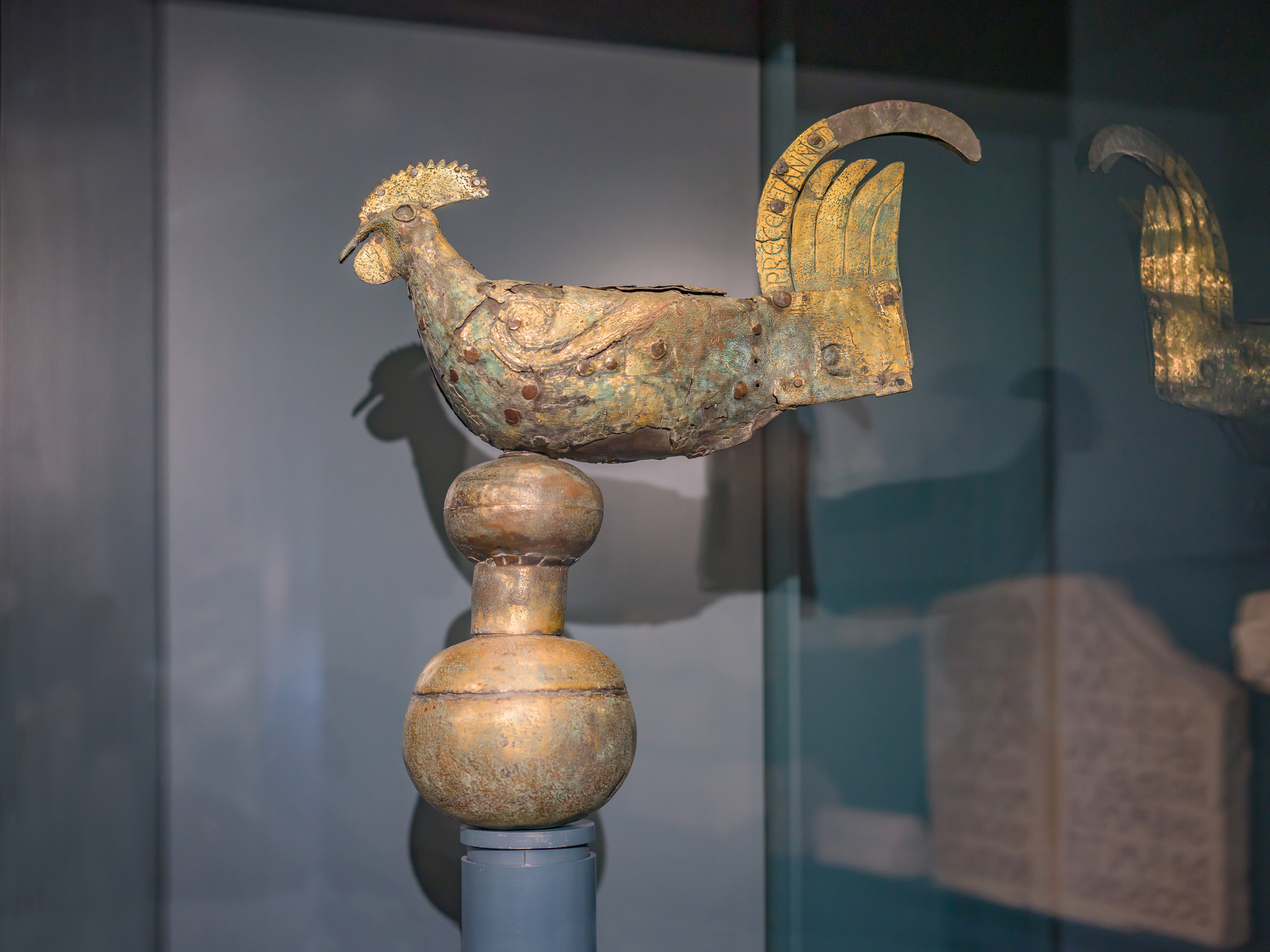
Altra vista de l'obra
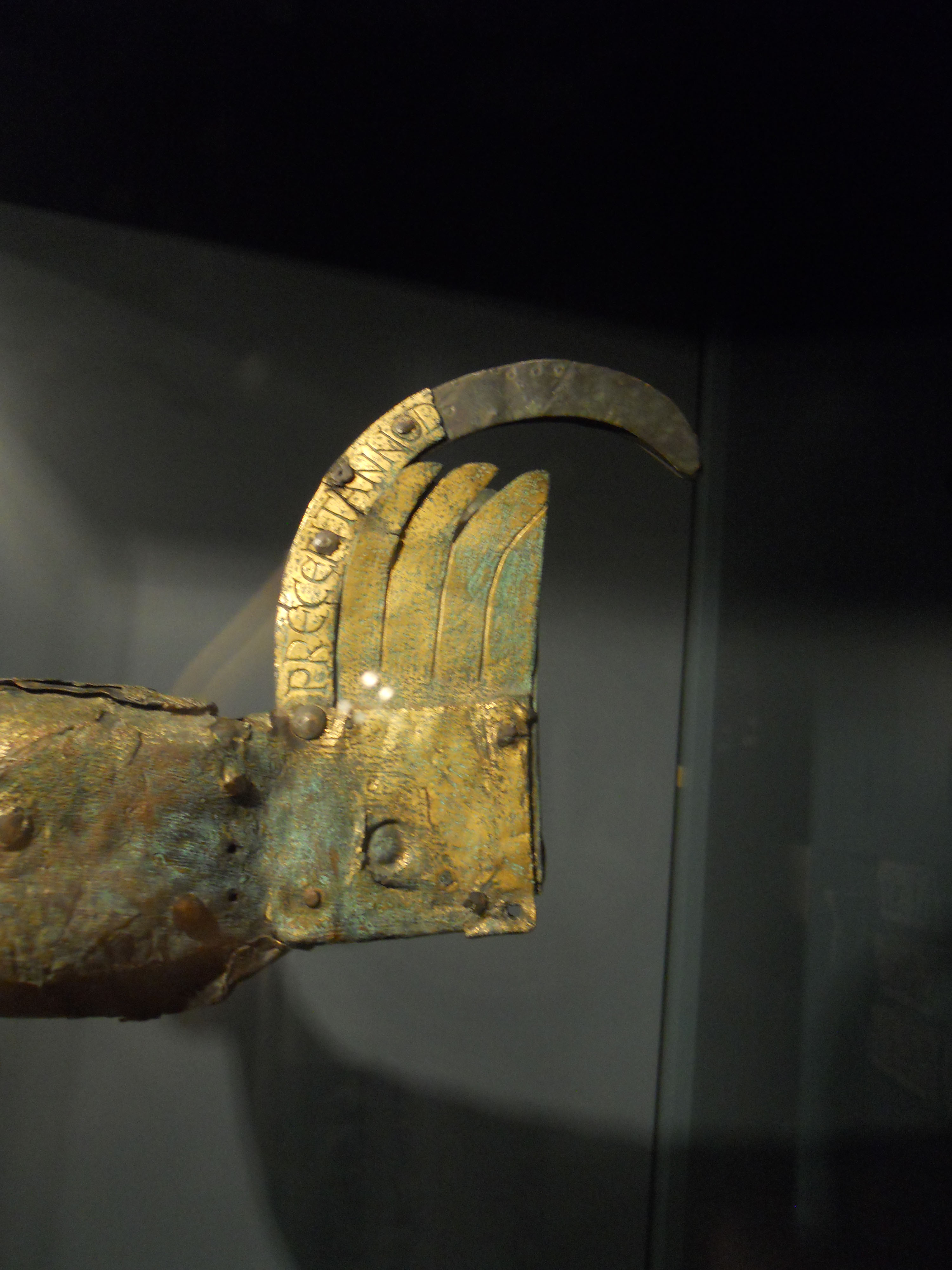
La cua amb les restes de la inscripció